# 小金山幸一郎
小金山 幸一郎（こがねやま こういちろう、1897年5月14日 - 没年不明）は、大正・昭和時代の大相撲力士。出羽海部屋所属。本名は山中 幸一郎。最高位は十両8枚目。

## 経歴
栃木県栃木市出身。出羽ノ海部屋に入門し、1918年1月初土俵を踏む。1923年1月十両に昇進。2場所で幕下に落ちる。1925年1月再十両となるも2勝4敗と負け越し、幕下に落ちた。1927年1月、十両に復帰してから6場所連続十両の地位にあった。1931年10月に廃業した。